# رينالدو نافيا
رينالدو مارسيلينو نافيا أمادور (بالإسبانية: Reinaldo Navia) (مواليد 10 مايو 1978 في كيلبي) لاعب كرة قدم تشيلي دولي يجيد اللعب في خط الهجوم . يلعب حاليا لصالح نادي ديبورتيفو إراباتو التشيلي من سنة 2010 .

## روابط خارجية
- رينالدو نافيا على موقع الاتحاد الدولي (مؤرشف)  (الإنجليزية)
- رينالدو نافيا على موقع قاعدة بيانات كرة القدم.إي يو (الإنجليزية)
- رينالدو نافيا على موقع ناشيونال فوتبول تيمز (الإنجليزية)
- رينالدو نافيا على موقع Soccerway.com (الإنجليزية)
- رينالدو نافيا على موقع عالم كرة القدم.نت (الإنجليزية)
- رينالدو نافيا على موقع أوليمبيديا (الإنجليزية)